# Monkey’s Audio
Monkey’s Audio — популярный формат кодирования цифрового звука без потерь. Кодек распространяется в виде бесплатного одноимённого программного обеспечения для Microsoft Windows, а также плагинов к популярным медиаплеерам. Файлы Monkey’s Audio используют следующие расширения: .ape для хранения аудио и .apl для хранения метаданных. Несмотря на то, что кодек распространяется бесплатно вместе с исходным кодом, Monkey’s Audio не является формально свободным, так как его лицензия накладывает некоторые ограничения на использование. Первый пункт лицензионного соглашения: исходный код и Monkey’s Audio SDK могут быть свободно использованы для добавления поддержки воспроизведения, кодирования или редактирования тегов в любой продукт, свободный или коммерческий.

## Особенности
Едва ли не главная особенность Monkey’s Audio, обеспечившая этому формату популярность — это очень высокая степень сжатия аудиоданных. Вместе с тем следует иметь в виду, что данный кодировщик использует симметричный алгоритм, то есть распаковка (восстановление файла в несжатом формате WAV) занимает столько же времени, сколько и его упаковка. Как следствие — высокие требования к вычислительным ресурсам. Ещё один существенный недостаток Monkey’s Audio — неустойчивость файлов .ape к повреждениям.

## Поддержка
Официально кодек Monkey’s Audio выпускается только для платформы Microsoft Windows, хотя существует ряд неофициальных кодеков для GNU/Linux, BeOS и Mac OS X. FFmpeg поддерживает данный формат.

### Программное обеспечение
- MPlayer
- VLC
- Winamp
- AIMP
- JetAudio
- foobar2000
- VOX (OS X)
- Sound Normalizer Архивная копия от 9 декабря 2010 на Wayback Machine
- QMMP